# Bosnië en Herzegovina
Bosnië en Herzegovina (uitspraak: [ˈbɔsnijə ɛn ˌɦɛrtsəɡoˈvina]; Bosnisch/Kroatisch: Bosna i Hercegovina, Servisch: Босна и Херцеговина) is een federatieve republiek in het zuidoosten van Europa, gelegen in het westen van de Balkan. Het land is bij het Verdrag van Dayton opgedeeld in twee entiteiten: de Federatie van Bosnië en Herzegovina (Federacija Bosne i Hercegovine) en de deelentiteit Servische Republiek (Republika Srpska- niet te verwarren met Servië (Republiek Servië). Sinds 2004 houdt de vredesmacht EUFOR Althea toezicht op de naleving van het Verdrag van Dayton.
Het bestaat uit de landstreken Bosnië en Herzegovina. Het land wordt bijna geheel door land omgeven, behalve bij de kustplaats Neum, waar circa 24 km kustlijn is met de Adriatische Zee.
Bosnië en Herzegovina telt 3.502.550 (2018) inwoners en heeft een oppervlakte van 51.209 km². De hoofdstad en de grootste stad van Bosnië en Herzegovina is Sarajevo met een inwonertal van circa 430.000.
Bosnië en Herzegovina is sinds 1992 onafhankelijk van het voormalige Joegoslavië en is een presidentiële republiek met een semipresidentieel systeem en een meerpartijenstelsel.

## Geschiedenis sinds de onafhankelijkheid
De staat Bosnië en Herzegovina ontstond door het uiteenvallen van Joegoslavië naar aanleiding van opkomend Servisch nationalisme onder Slobodan Milošević in de jaren 1980. Na een aantal onrustige jaren hield het land op 1 maart 1992 een referendum. Een maand later riep het de onafhankelijkheid uit. Het was na Slovenië en Kroatië het derde land dat zich afscheidde van Joegoslavië. Het referendum werd door het merendeel van de Bosnische Serviërs geboycot; zij waren tegen de onafhankelijkheid. Kort na het uitroepen van de onafhankelijkheid brak de Bosnische Burgeroorlog uit.
Het kort daarvoor gevormde Bosnisch-Servische leger onder leiding van generaal Ratko Mladić, dat werd gesteund door het Joegoslavisch Volksleger, omsingelde in het voorjaar van 1992 de Bosnische hoofdstad Sarajevo. De politieke leider van de Bosnische Serviërs, Radovan Karadžić, kwam op 12 mei 1992 met het plan om Bosnische volkeren fysiek te scheiden. Al in 1992 werden tientallen Bosnische steden en dorpen aangevallen en vervolgens geplunderd en de niet-Servische bevolking uitgemoord, opgesloten in gevangenkampen of verdreven. De meeste massamoorden vonden plaats in Foča, Bijeljina, Brčko, Višegrad, Doboj, Zvornik, Prijedor, Vlasenica, Bratunac en Srebrenica, in de laatste zijn in 1995 ruim achtduizend mensen vermoord. Radovan Karadžić is in 2008 opgepakt nadat hij zich had verscholen met een schuilnaam in Belgrado. In maart 2016 is hij door het Joegoslavië tribunaal (Internationale Gerechtshof) in Den Haag veroordeeld tot een gevangenisstraf van 40 jaar.
Na het internationaal ingrijpen in 1995 eindigde de Bosnische Oorlog met het verdrag van Dayton. Sindsdien is het land verdeeld in twee entiteiten, de Federatie van Bosnië en Herzegovina (Federacija Bosna i Hercegovina) en de Servische Republiek (Republika Srpska). In deze laatste is Banja Luka de belangrijkste stad, grondwettelijk is Sarajevo de hoofdstad. Naast de voornoemde twee deelrepublieken is er het Federaal District Brčko.
Het land verdween uit het nieuws tot Radovan Karadžić in juli 2008 werd opgepakt. De Britse diplomaat en politicus Paddy Ashdown, voormalig Hoge Vertegenwoordiger van de internationale gemeenschap in Bosnië en Herzegovina, gaf ten tijde van deze gebeurtenis in The Observer aan dat Bosnië en Herzegovina op het punt stonden om in te storten. Ashdown meldde dat de Bosnische Serviërs bezig zijn met het opbouwen van een eigen staatsstructuur. De premier Milorad Dodik stuurde eerder een afvaardiging naar Montenegro om te onderzoeken hoe dat land zich in 2006 afscheidde. De Bosnische Serviërs streven naar een onafhankelijke Republika Srpska. Volgens Ashdown heeft de Europese Unie zich eind jaren 90 te snel teruggetrokken uit Bosnië.

## Geografie

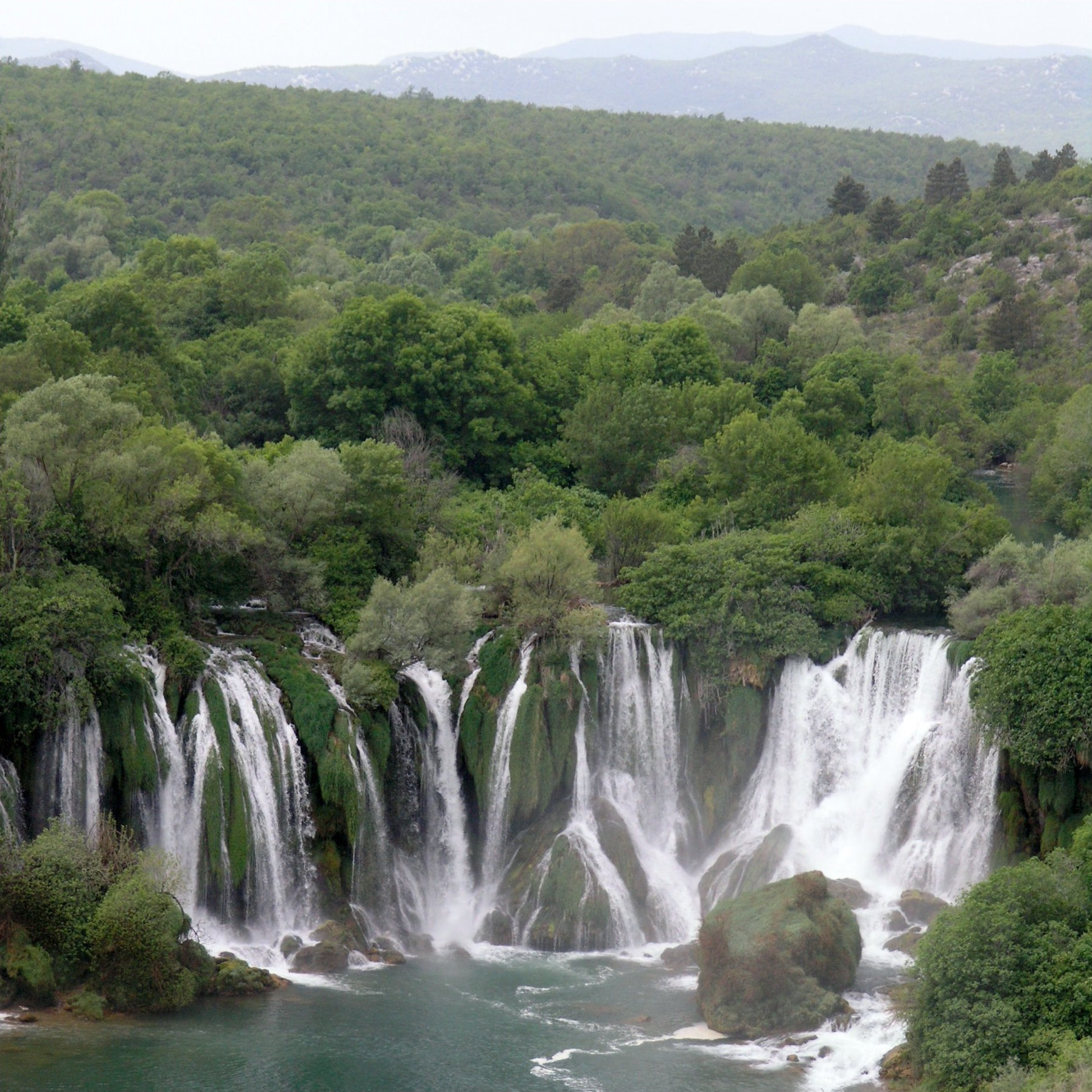
De Kravicawatervallen aan de rivier de Trebižat

Bosnië is gelegen in de westelijke Balkan, grenzend aan Kroatië in het noorden en westen, Servië in het noordoosten en Montenegro in het zuidoosten. Het land is voornamelijk bergachtig en bevindt zich deels in de centrale Dinarische Alpen. De noordoostelijke streken zijn onderdeel van de Pannonische Vlakte, terwijl het zuiden aan de Adriatische Zee grenst. Het land heeft ongeveer 20 kilometer kustlijn, rond de stad Neum. Hoewel de stad is omringd door Kroatische schiereilanden heeft volgens de Verenigde Naties Bosnië recht op een wettelijke doorgang naar de buitenste zee.

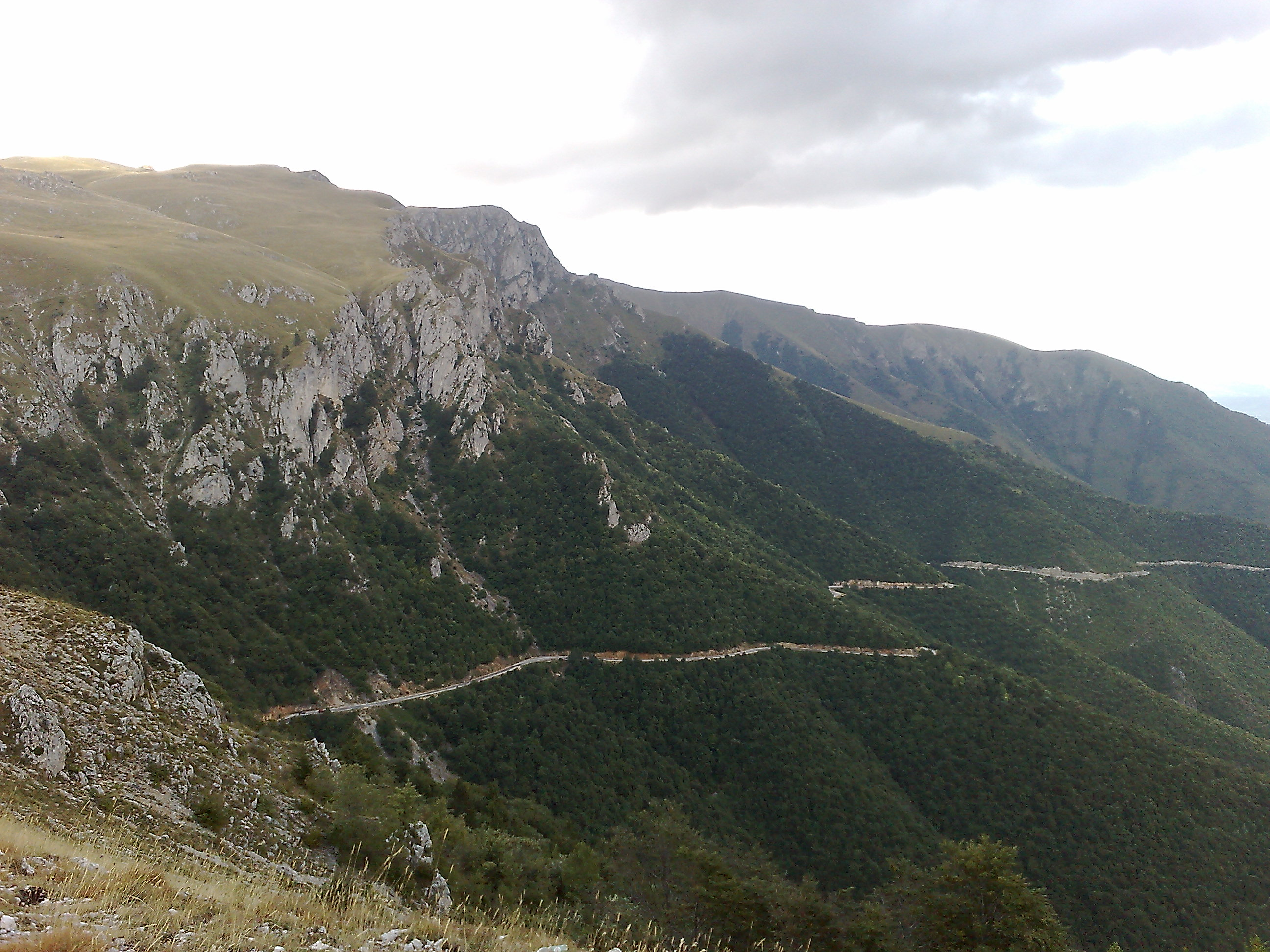
De berg Vlašić in de Dinarische Alpen

Het land dankt zijn naam aan de twee regio's Bosnië en Herzegovina. Bosnië omvat de noordelijke gebieden, ongeveer vier vijfde van het gehele land, terwijl Herzegovina het zuidelijke deel van het land vormt. De belangrijkste steden zijn de hoofdstad Sarajevo, Banja Luka in het noordwesten, Bijeljina en Tuzla in het noordoosten, Zenica en Doboj in het centrale deel van Bosnië en Mostar, de hoofdstad van Herzegovina. Het zuidelijke deel van Bosnië heeft een mediterraan klimaat en wordt grotendeels gebruikt voor landbouw. Midden-Bosnië is het meest bergachtige deel van Bosnië met als hoogtepunten de bergen Vlasic, Čvrsnica en Prenj. Oost-Bosnië heeft ook bergen, zoals Trebevic, Jahorina, Igman, Bjelašnica en Treskavica. Dit was de plek waar de Olympische Winterspelen van 1984 werden gehouden. Oost-Bosnië is bosrijk langs de rivier Drina, evenals bijna 50% van heel Bosnië en Herzegovina. Noord-Bosnië bevat zeer vruchtbare landbouwgrond langs de rivier Sava.

## Bevolking

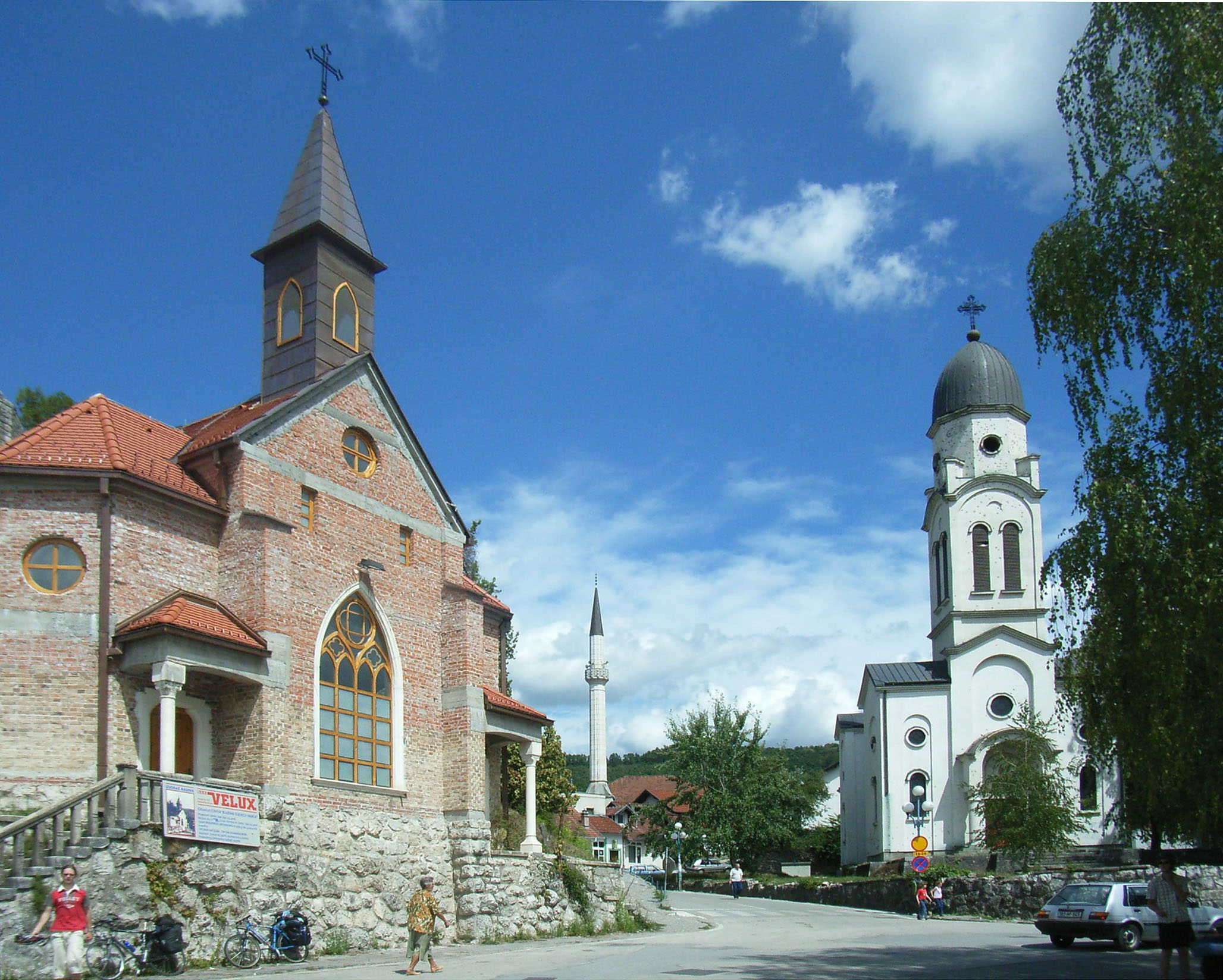
Een katholieke kerk, een moskee en een Servisch-orthodoxe kerk op loopafstand van elkaar in de plaats Bosanska Krupa

De staatsburgers van Bosnië en Herzegovina worden burgers van Bosnië en Herzegovina genoemd. De grootste etnische groepen in het land zijn de overwegend islamitische Bosniakken, de Servisch-orthodoxe Serviërs en de rooms-katholieke Kroaten. Daarnaast zijn er kleine groepen Roma, Albanezen, Montenegrijnen, Oekraïners, Duitsers en Joden.
De oorlog heeft de bevolking grotendeels gescheiden in twee administratieve entiteiten: één bestuurd door Bosnische-Serven en één door Bosniakken en Bosnische-Kroaten. Tijdens de burgeroorlog is een enorme stroom van vluchtelingen, circa 1 miljoen, naar het buitenland vertrokken.
Na de burgeroorlog (1995) hebben de verschillende etnische groeperingen zich grotendeels teruggetrokken in de 2 gebieden en geconcentreerd. Tijdens de burgeroorlog hebben met name Bosnische-Serven zich schuldig gemaakt aan etnische zuiveringen, onder andere in Srebrenica en Prijedor.
Na de oorlog werden vluchtelingen in staat gesteld terug te keren naar hun oorspronkelijke woonplaatsen, maar de onveilige situatie weerhield de meesten daarvan. In grote delen van het land staan daarom de huizen onbewoond en vele dorpen zijn leeg.

### Steden
De hoofdstad van Bosnië en Herzegovina is Sarajevo. Andere grotere steden zijn Banja Luka, Bihać, Mostar, Tuzla en Zenica.
| Rang | Naam       | Naam       | Inwoners     | Inwoners     | Inwoners       | Bestuur             |
| Rang | Latijn     | Cyrillisch | Telling 1981 | Telling 1991 | Schatting 2005 | Bestuur             |
| ---- | ---------- | ---------- | ------------ | ------------ | -------------- | ------------------- |
| 1.   | Sarajevo   | Сарајево   | 319.017      | 416.497      | 297.523        | Sarajevo            |
| 2.   | Banja Luka | Бања Лука  | 123.937      | 143.079      | 173.748        | Banja Luka          |
| 3.   | Tuzla      | Тузла      | 65.091       | 83.770       | 88.521         | Tuzla               |
| 4.   | Zenica     | Зеница     | 63.569       | 96.027       | 85.649         | Zenica-Doboj        |
| 5.   | Mostar     | Мостар     | 63.427       | 75.865       | 64.301         | Herzegovina-Neretva |
| 6.   | Prijedor   | Приједор   | -            | -            | 57.166         | Banja Luka          |
| 7.   | Bihać      | Бихаћ      | 29.875       | 45.995       | 39.195         | Una-Sana            |
| 8.   | Brčko      | Брчко      | 31.437       | 41.405       | 38.479         | Distrikt Brčko      |
| 9.   | Bijeljina  | Бијељина   | 31.124       | 37.216       | 37.692         | Bijeljina           |

## Cultuur

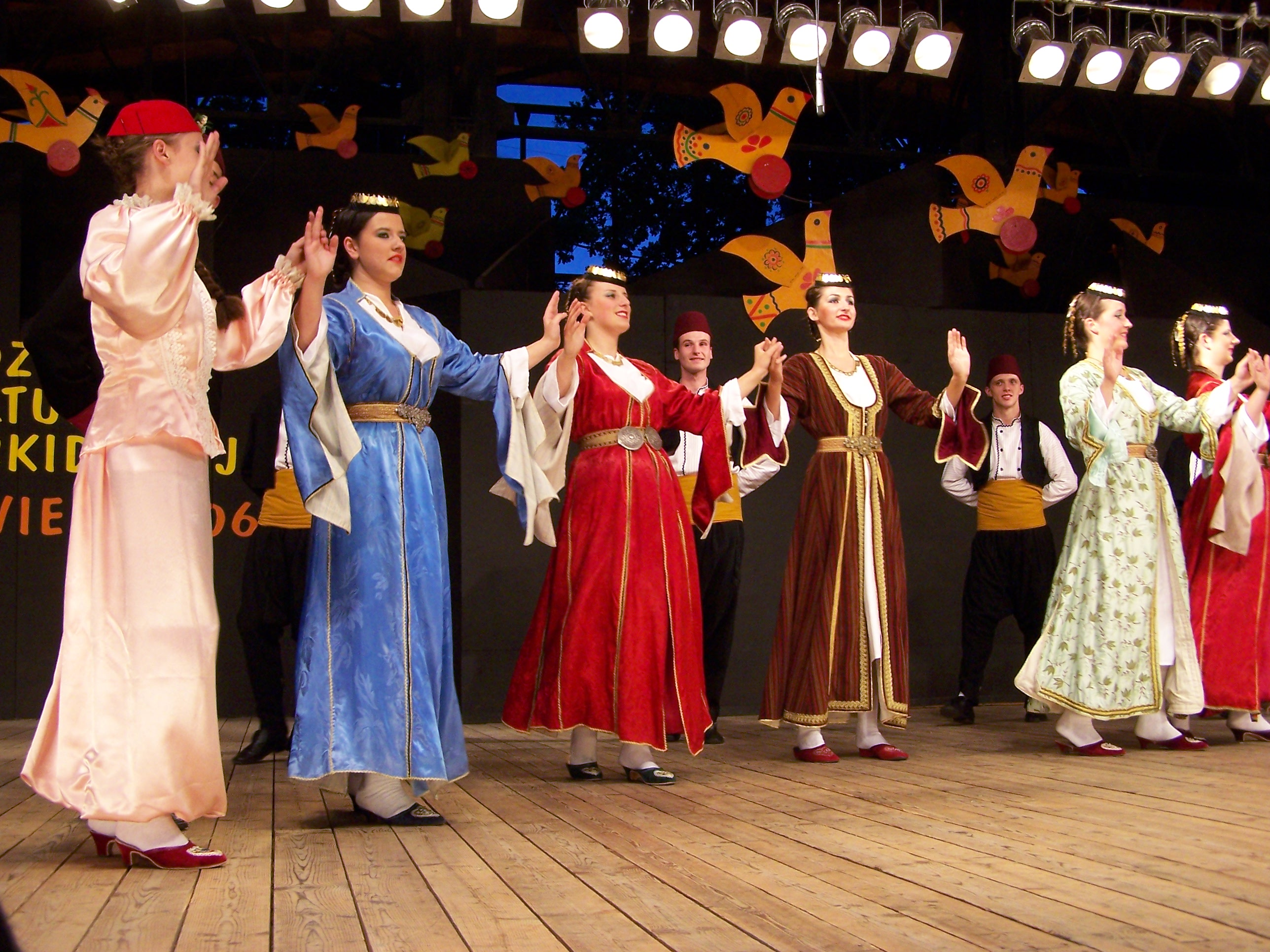
Bosnische volksdans

De muziektraditie in Bosnië is heel divers. Verschillende bevolkingsgroepen hebben allemaal hun eigen voorkeur. Een van de invloedrijkste muzieksoorten is sevdah. Deze muzieksoort kent haar oorsprong eind 19e eeuw en is vergelijkbaar met een balade. De teksten vertellen vaak verhalen over bekende personen en gebeurtenissen, zoals over de Ottomaanse periode. De hierbij gebruikte instrumenten die de zang begeleiden van deze balladen zijn vaak de accordeon en de gitaar; de accordeon is de 20e-eeuwse vervanger van de onder Ottomaanse overheersing gebruikelijkere saz.
Naast de muziek speelt dans een belangrijke rol in de cultuur van Bosnië en Herzegovina. Er zijn vele verschillende soorten dans. Een van de voornaamste is de zogeheten kolo. Dit is een traditionele dans waarbij mannen en vrouwen gezamenlijk dansen, de oorsprong is naar meerdere perioden in de geschiedenis te herleiden.

### Keuken
Populaire gerechten in Bosnië en Herzegovina zijn onder andere
- burek (met gekruid vlees gevuld filodeeg, ook wel jufka genoemd)
- ćevapčići of ćevapi (gehaktstaafjes van de grill)
- Bosanski lonac (stoofpot met vlees en groente).

De Bosnische keuken kent daarnaast erg veel gevulde groenten:
- punjene paprike (paprika gevuld met gehakt of aardappel)
- sarma (zurekoolbladen, gevuld met een mengsel van runder/kalfsgehakt, rijst, ui, paprikapoeder, peper en zout)
- tikvice (courgette).

Veel Bosnische gerechten zijn ook elders in de Balkan te vinden. Zo is het in Bosnië onder de naam zeljanica bekende gerecht (filodeeg met spinazie en witte roomkaas) in Griekenland bekend onder de naam spanakopita (Grieks: Σπανακοπιτα).
Het roken van vlees valt onder een delicatesse, het zogenaamde suho meso of pečenica (droog/rookvlees). De Bosniërs zijn tevens dol op zoet, zoals over de gehele Balkan is ook in Bosnië de welbekende baklava (filodeeg bedekt met mix van walnoten, suiker, boter) te vinden. In tegenstelling tot Griekenland en Turkije wordt de baklava in Bosnië met walnoten bereid.

### Taal
Bosnië en Herzegovina hebben drie officiële talen: Bosnisch, Servisch en het Kroatisch, alle drie standaardvarianten van het Servo-Kroatisch.
Het Bosnisch wordt gezien als een Zuidslavische taal met Turkse leenwoorden en wordt in het huidige Bosnië en Herzegovina samen met de andere twee talen als de nationale standaardtaal gezien. Bosnische Kroaten spreken Kroatisch en beschouwen dit als hun moedertaal. Bosnische Serviërs zien het Servisch als hun officiële taal. De Bosniakken geven de voorkeur aan Bosnisch.

## Economie

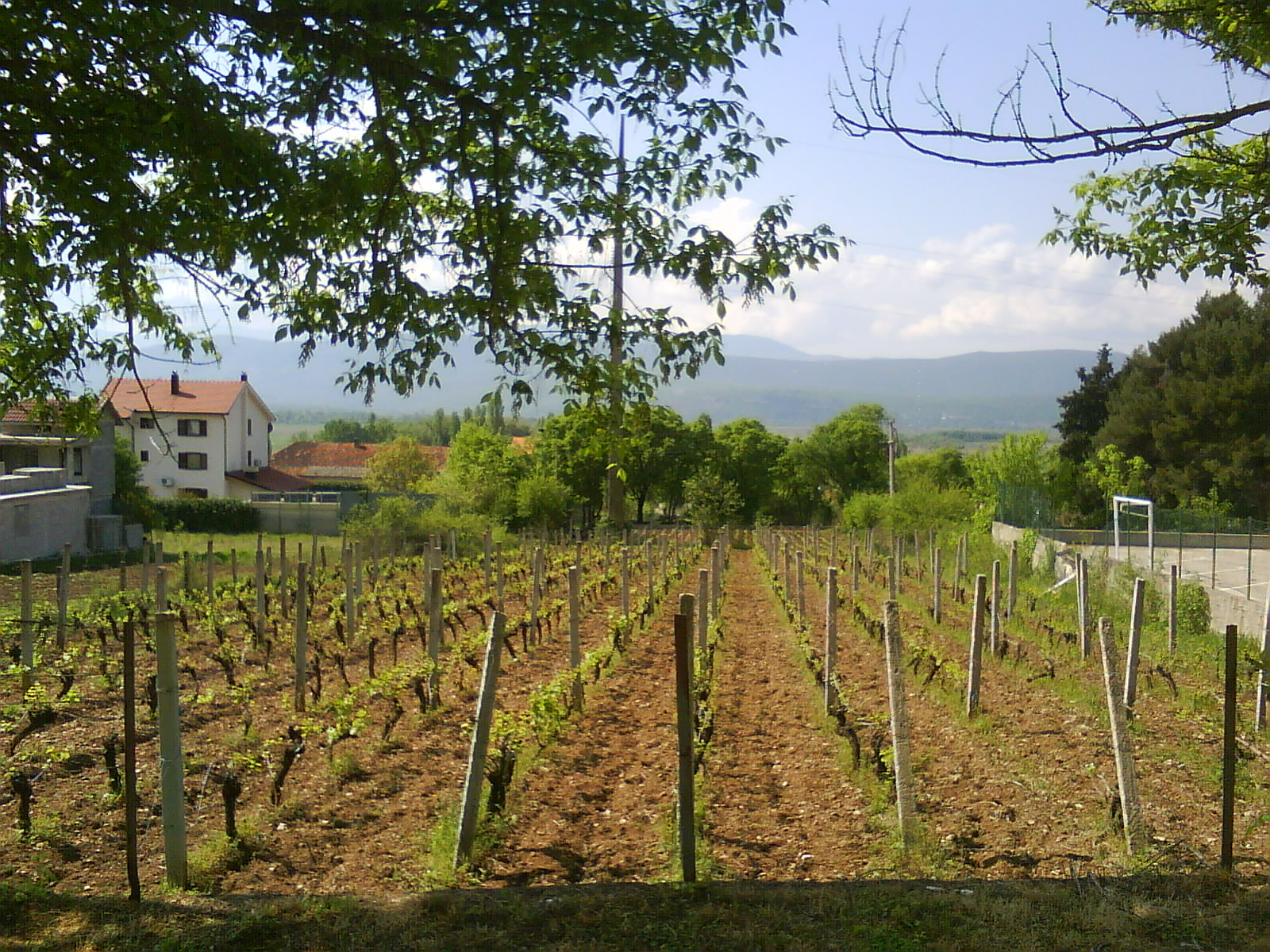
Wijngaard bij Grude in het westen van het land

De economie van Bosnië en Herzegovina heeft het zwaar te verduren gehad tijdens de oorlog. Met name de industrie, waar het land (en het vroegere Joegoslavië) van afhankelijk was en is, is flink beschadigd geweest. Het land telt vele industrieën, waarvan vele te maken hebben met het delven van de ruim aanwezige delfstoffen (kolen, zink). Ook is er veel petrochemische industrie in het land. Daarnaast is er sprake van intensieve akkerbouw en veeteelt. Vanwege de ligging vindt de meeste handel plaats met de buurlanden Kroatië, Servië en Montenegro.
In de afgelopen jaren liet de economie van Bosnië en Herzegovina gunstige groeicijfers zien. De groei werd vooral gedreven door een stevige toename van de particuliere consumptie. De stijging van de consumptieve bestedingen die relatief op een laag niveau liggen, werd gedreven door een toename van de reële lonen en een flinke groei van het consumentenkrediet. Ook overheidsprojecten op het gebied van de infrastructuur en de export stimuleerden de economische groei. Na een economische krimp in 2009 verwacht de EIU voor 2010 en 2011 economisch herstel. Bedreigingen voor de economische groei zijn de politieke instabiliteit en een vertraging bij het doorvoeren van institutionele en structurele hervormingen.
De lokale munteenheid is de Bosnische inwisselbare mark (konvertibilna marka). De ISO-code is de BAM, maar lokaal wordt deze afgekort tot KM. In overwegend Kroatische gebieden wordt de Kroatische kuna ook geaccepteerd. De euro wordt wijdverbreid geaccepteerd. De koers van de mark is ongeveer 51 eurocent, terwijl een euro ongeveer KM 1,96 is. De koers ligt vast.

## Bestuurlijke indeling en politiek

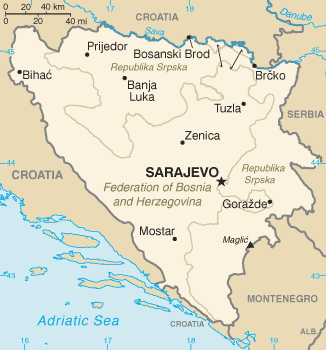
Kaart van Bosnië en Herzegovina, verdeeld in de Federatie van Bosnië en Herzegovina, de Servische Republiek en het district Brčko

### Bestuurlijke indeling
Het verdrag van Dayton deelt Bosnië en Herzegovina administratief op in twee entiteiten, namelijk de Federatie van Bosnië en Herzegovina (51%) en de Servische Republiek (49%). Daarnaast is er nog een federaal district, genaamd Brčko, dat tot beide entiteiten behoort. De Federatie van Bosnië en Herzegovina en de Servische Republiek zijn weer onderverdeeld in respectievelijk 10 kantons en 7 regio's. De kantons en regio's zijn op hun beurt weer onderverdeeld in gemeentes.

### Presidentschap
Het presidentschap van Bosnië en Herzegovina wordt gezamenlijk bekleed door meerdere leden. Tussen 1 maart 1992 en 5 oktober 1996 (gedurende de Bosnische Burgeroorlog) bestond het presidentschap uit een groep van zeven leden: de Bosniakken, Kroaten en Serviërs werden ieder vertegenwoordigd door twee leden en het zevende lid vertegenwoordigde de Joegoslaven. Sinds 5 oktober 1996 wordt het presidentschap, conform Artikel V van de Bosnische grondwet, gevormd door drie leden: een Bosniak en een Kroaat (verkozen uit de Federatie) en een Serviër (verkozen uit de Servische Republiek). Gezamenlijk dienen zij een termijn van vier jaar. Het voorzitterschap van het presidentschap rouleert elke acht maanden tussen de drie leden. Zie Lijst van staatshoofden van Bosnië en Herzegovina voor een overzicht.
Sinds 16 november 2022 bestaat het drie-presidentschap van Bosnië en Herzegovina uit de volgende leden:
- Denis Bećirović
- Željka Cvijanović
- Željko Komšić

### Politieke partijen
Enkele politieke partijen in Bosnië en Herzegovina zijn:
- Socialistische Democratische Partij
- Partij voor Democratische Actie
- Communistenbond van Bosnië en Herzegovina
- Kroatische Democratische Unie
- Alliantie van Onafhankelijke Sociaal-Democraten

### Europese Unie en de toetreding
Integratie in de Europese Unie is een van de belangrijkste politieke doelstellingen van Bosnië en Herzegovina, de inleiding van het stabilisatie- en associatieproces (SAP) in 2007. Landen die deelnemen aan het SAP hebben de mogelijkheid om te worden aangeboden, zodra zij aan de noodzakelijke voorwaarden, aan de lidstaten van de EU. Bosnië en Herzegovina vormen dus een potentieel kandidaat voor toetreding tot de EU.
De uitvoering van de Dayton-akkoorden van 1995 door de beleidsmakers in Bosnië en Herzegovina, evenals de internationale gemeenschap, is van invloed op de regionale stabiliteit in de landen-opvolgers van het voormalige Joegoslavië. In Bosnië en Herzegovina zijn de betrekkingen met zijn buurlanden van Kroatië, Servië en Montenegro redelijk stabiel sinds de ondertekening van het Dayton-akkoord in 1995. Desondanks zijn de politieke doelstellingen van de etnische groeperingen in het land vaak tegenstrijdig.
Op 23 april 2010 ontving Bosnië en Herzegovina de Membership Action Plan van de NAVO, dat is de laatste stap voorafgaand aan een volledig lidmaatschap van de alliantie.
De Europese Unie heeft op 20 september 2016 de aanvraag van Bosnië en Herzegovina om lid te worden geaccepteerd. De Europese Commissie kreeg de opdracht om te inventariseren wat het Balkanland nog moet doen voor het zover is. Zeker is dat een lidmaatschap vele jaren zal duren.
Zo moet het land sociaaleconomische hervormingen doorvoeren en de rechtsstaat en het openbaar bestuur naar Europese standaarden modelleren. Ook moeten hoge politieke functies worden opengesteld voor minderheden.
Het etnisch verdeelde Bosnië en Herzegovina, dat zo’n 3,5 miljoen inwoners telt, diende de aanvraag om lid te worden in februari 2016 in. De Bosnische premier Denis Zvizdic sprak in een reactie op het EU-besluit van een "historisch moment".
Op de Europese top van 21 maart 2024 beslisten de Europese leiders principieel de toetredingsonderhandelingen te openen. 

## Toerisme en bezienswaardigheden
Er zijn diverse bezienswaardigheden en mogelijkheden voor natuurrecreatie en sportbeoefening. Zo zijn in het oosten van Bosnië mogelijkheden tot bergbeklimmen, in Centraal-Bosnië (rondom Sarajevo) kan geskied worden, het westen staat bekend om rafting-mogelijkheden, en verder zijn er veel wandelroutes.

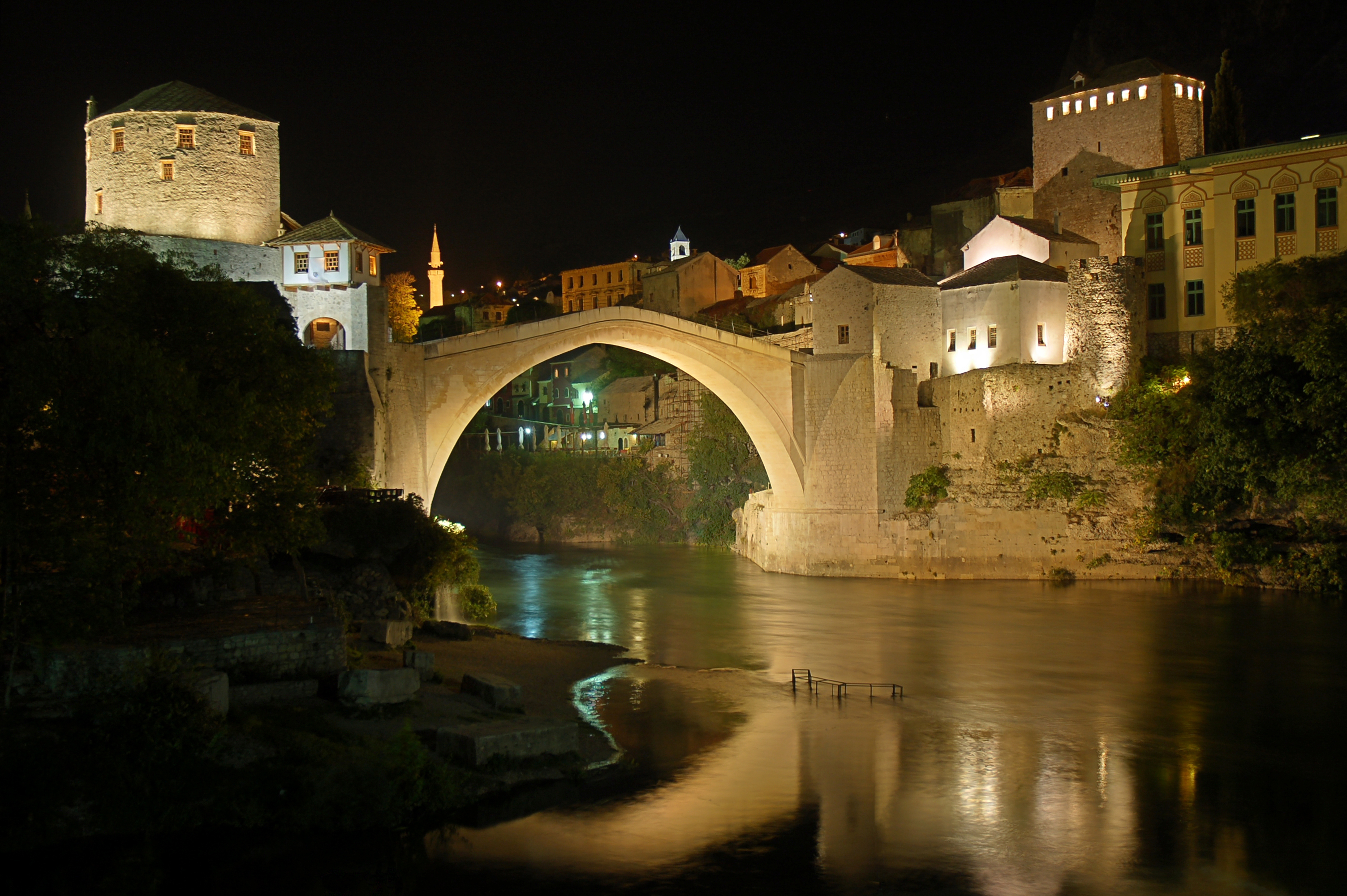
De oude brug in Mostar

- Sarajevo met zijn Baščaršija, cultuur en vele moskeeën.
- Sarajevo, Vrelo Bosne; een natuurpark. 'Het Vondelpark van Sarajevo'.
- Mostar: oude deel met de brug Stari Most boven de rivier Neretva. De oude brug staat sinds 2005 op de Unesco Werelderfgoedlijst.
- Jajce: met zijn prachtige waterval die genomineerd was voor het Unesco-werelderfgoed.
- Višegrad de Mehmed Paša Sokolovićbrug in de Bosnische plaats Višegrad overspant de rivier Drina. Sinds 2007 is deze brug opgenomen op de Werelderfgoedlijst.
- De grot Vjetrenica, in 2024 erkend als werelderfgoed.
- Počitelj wordt ook wel het Turks dorp genoemd. Oud Turks dorpje met een enorm kasteel.
- Blagaj; bron van de rivier Buna.
- Travnik, stad van de vizieren uit het Ottomaanse tijdperk.
- Međugorje bedevaartsoord dat veel pelgrims trekt uit binnen- en buitenland.
- Visoko daar staat de piramidevormige berg genaamd Visočica. Ook wel de Bosnische piramide genoemd, opgravingen van omstreden Europese piramide
- Sanski Most: een van de grotere steden in Bosnië. Er staat een moskee met vier minaretten. De Bliha-waterval (72 m hoog) op 14 km van Sanski Most.
- De nationale parken: Nationaal park Una, Nationaal park Drina, Nationaal park Kozara, Nationaal park Sutjeska.

### Verkeer
Het wegennet in Bosnië en Herzegovina is goed en volop in ontwikkeling. De belangrijkste steden (Sarajevo, Mostar, Banja Luka, Tuzla etc.) zijn goed verbonden met magistrale wegen en één snelweg A1. Deze loopt vanaf de hoofdstad Sarajevo tot Zenica en is verder in ontwikkeling. Voor de snelweg is tol vereist.
Naast de magistrale wegen zijn er ook veel lokale wegen. De snelheid is daardoor vaak beperkt. De Adriatische kust is goed bereikbaar vanuit Sarajevo via de magistrale weg M17, deels via de snelweg A1, naar Mostar en Metkovici (grensovergang met Kroatië).